# Vollrathsruhe
Vollrathsruhe település Németországban, Mecklenburg-Elő-Pomeránia tartományban. Lakosainak száma 409 fő (2023. december 31.).

## Népesség
A település népességének változása:
| Lakosok száma | 392  | 386  | 403  | 421  | 409  |
|               | 2017 | 2019 | 2021 | 2022 | 2023 |